# Dypterygia confluens
Dypterygia confluens är en fjärilsart som beskrevs av Barend J. Lempke 1949. Dypterygia confluens ingår i släktet Dypterygia och familjen nattflyn. Inga underarter finns listade i Catalogue of Life.